# Rhynchostruthus percivali
El picogordo árabe  (Rhynchostruthus percivali) es una especie de ave paseriforme de la familia Fringillidae endémica de la península arábiga. Anteriormente se clasificaba como una subespecie de R. socotranus, pero ahora se consideran especies separadas.

## Descripción
Los machos son de un color marrón grisáceo con pico negro. Su cabeza es marrón, con una máscara gris oscuro y mejillas blancas, y tiene grandes manchas de color amarillo intenso en las alas y cola. Las hembras son similares a los machos pero de tonos más apagados, y los juveniles poseen plumaje de tono moteado y carecen de los patrones de color distintivos de la cabeza de los adultos.

## Distribución y hábitat
Vive en los montes en la península arábiga, donde se lo encuentra en Arabia Saudita, Omán y Yemen. Habita por lo general entre los 1.060 a 2.800 m s. n. m. en wadis arbolados y zonas de matorral. Las zonas en las que se lo encuentra abarcan desde Dhofar en Omán, el sultanato de Mahra en el este de Yemen, y las montañas al norte de  Yemen hasta Arabia Saudita. Por el norte se lo encuentra hasta en Al Hara cerca de Ta'if,donde existen registros de avistamientos de unos pocos ejemplares.
En el suroeste de Arabia Saudita habita en bosques de enebro africano (Juniperus procera). En Yemen se lo encuentra en zonas de matorral de Euphorbia y en arboledas de acacias (Acacia) y enebros (Juniperus), mientras que en el arbolado Mahrah se le encuentra principalmente en bosques de Anogeissus/Commiphora. Los frutos de los enebros, acacias y euforbias suponen la mayor parte de su dieta.
En su área de distribución aparece en densidades bajas. Su población se estima en unos 9.000 individuos, pero se está haciendo más escaso debido a la destrucción de sus hábitats. Por ello cuando fue evaluado por primera vez como especie independiente en 2008 se lo catalogó como especie casi amenazada por la UICN.